# Unicodeblock Phonetische Erweiterungen, Ergänzung
Der Unicodeblock Phonetische Erweiterungen, Ergänzung (engl. Phonetic Extensions Supplement, U+1D80 bis U+1DBF) enthält Ergänzungen zum Unicodeblock Phonetische Erweiterungen, darunter Zeichen aus früheren Versionen des Internationalen Phonetischen Alphabets (IPA) (so etwa die Reihe der Zeichen mit Palatalhaken, die nach der aktuellen IPA-Version durch Kombinationen mit ʲ zu ersetzen sind, und die mit Retroflexhaken für „rhotazisierte“ („r-gefärbte“) Vokale, die seit 1976 durch Kombinationen mit ɹ zum Ausdruck gebracht werden sollen) sowie hochgestellte IPA-Zeichen, die zur zusätzlichen Spezifizierung von Lautzeichen benutzt werden; dies wird von der Internationalen Phonetischen Assoziation empfohlen, ohne diese Möglichkeit in der IPA-Tabelle aufzuführen.

## Liste
| Unicodenummer | Zeichen (400 %) | Kategorie                 | Bidirektionale Klasse | Offizielle Bezeichnung                                 | Beschreibung                                                        |
| ------------- | --------------- | ------------------------- | --------------------- | ------------------------------------------------------ | ------------------------------------------------------------------- |
| U+1D80 (7552) | ᶀ               | Kleinbuchstabe            | links nach rechts     | LATIN SMALL LETTER B WITH PALATAL HOOK                 | Lateinischer Kleinbuchstabe b mit Palatalhaken                      |
| U+1D81 (7553) | ᶁ               | Kleinbuchstabe            | links nach rechts     | LATIN SMALL LETTER D WITH PALATAL HOOK                 | Lateinischer Kleinbuchstabe d mit Palatalhaken                      |
| U+1D82 (7554) | ᶂ               | Kleinbuchstabe            | links nach rechts     | LATIN SMALL LETTER F WITH PALATAL HOOK                 | Lateinischer Kleinbuchstabe f mit Palatalhaken                      |
| U+1D83 (7555) | ᶃ               | Kleinbuchstabe            | links nach rechts     | LATIN SMALL LETTER G WITH PALATAL HOOK                 | Lateinischer Kleinbuchstabe g mit Palatalhaken                      |
| U+1D84 (7556) | ᶄ               | Kleinbuchstabe            | links nach rechts     | LATIN SMALL LETTER K WITH PALATAL HOOK                 | Lateinischer Kleinbuchstabe k mit Palatalhaken                      |
| U+1D85 (7557) | ᶅ               | Kleinbuchstabe            | links nach rechts     | LATIN SMALL LETTER L WITH PALATAL HOOK                 | Lateinischer Kleinbuchstabe l mit Palatalhaken                      |
| U+1D86 (7558) | ᶆ               | Kleinbuchstabe            | links nach rechts     | LATIN SMALL LETTER M WITH PALATAL HOOK                 | Lateinischer Kleinbuchstabe m mit Palatalhaken                      |
| U+1D87 (7559) | ᶇ               | Kleinbuchstabe            | links nach rechts     | LATIN SMALL LETTER N WITH PALATAL HOOK                 | Lateinischer Kleinbuchstabe n mit Palatalhaken                      |
| U+1D88 (7560) | ᶈ               | Kleinbuchstabe            | links nach rechts     | LATIN SMALL LETTER P WITH PALATAL HOOK                 | Lateinischer Kleinbuchstabe p mit Palatalhaken                      |
| U+1D89 (7561) | ᶉ               | Kleinbuchstabe            | links nach rechts     | LATIN SMALL LETTER R WITH PALATAL HOOK                 | Lateinischer Kleinbuchstabe r mit Palatalhaken                      |
| U+1D8A (7562) | ᶊ               | Kleinbuchstabe            | links nach rechts     | LATIN SMALL LETTER S WITH PALATAL HOOK                 | Lateinischer Kleinbuchstabe s mit Palatalhaken                      |
| U+1D8B (7563) | ᶋ               | Kleinbuchstabe            | links nach rechts     | LATIN SMALL LETTER ESH WITH PALATAL HOOK               | Lateinischer Kleinbuchstabe Esh mit Palatalhaken                    |
| U+1D8C (7564) | ᶌ               | Kleinbuchstabe            | links nach rechts     | LATIN SMALL LETTER V WITH PALATAL HOOK                 | Lateinischer Kleinbuchstabe v mit Palatalhaken                      |
| U+1D8D (7565) | ᶍ               | Kleinbuchstabe            | links nach rechts     | LATIN SMALL LETTER X WITH PALATAL HOOK                 | Lateinischer Kleinbuchstabe x mit Palatalhaken                      |
| U+1D8E (7566) | ᶎ               | Kleinbuchstabe            | links nach rechts     | LATIN SMALL LETTER Z WITH PALATAL HOOK                 | Lateinischer Kleinbuchstabe z mit Palatalhaken                      |
| U+1D8F (7567) | ᶏ               | Kleinbuchstabe            | links nach rechts     | LATIN SMALL LETTER A WITH RETROFLEX HOOK               | Lateinischer Kleinbuchstabe a mit Retroflexhaken                    |
| U+1D90 (7568) | ᶐ               | Kleinbuchstabe            | links nach rechts     | LATIN SMALL LETTER ALPHA WITH RETROFLEX HOOK           | Lateinischer Kleinbuchstabe Alpha mit Retroflexhaken                |
| U+1D91 (7569) | ᶑ               | Kleinbuchstabe            | links nach rechts     | LATIN SMALL LETTER D WITH HOOK AND TAIL                | Lateinischer Kleinbuchstabe d mit Haken und Schwanz                 |
| U+1D92 (7570) | ᶒ               | Kleinbuchstabe            | links nach rechts     | LATIN SMALL LETTER E WITH RETROFLEX HOOK               | Lateinischer Kleinbuchstabe e mit Retroflexhaken                    |
| U+1D93 (7571) | ᶓ               | Kleinbuchstabe            | links nach rechts     | LATIN SMALL LETTER OPEN E WITH RETROFLEX HOOK          | Lateinischer Kleinbuchstabe offenes e mit Retroflexhaken            |
| U+1D94 (7572) | ᶔ               | Kleinbuchstabe            | links nach rechts     | LATIN SMALL LETTER REVERSED OPEN E WITH RETROFLEX HOOK | Lateinischer Kleinbuchstabe gewendetes offenes e mit Retroflexhaken |
| U+1D95 (7573) | ᶕ               | Kleinbuchstabe            | links nach rechts     | LATIN SMALL LETTER SCHWA WITH RETROFLEX HOOK           | Lateinischer Kleinbuchstabe Schwa mit Retroflexhaken                |
| U+1D96 (7574) | ᶖ               | Kleinbuchstabe            | links nach rechts     | LATIN SMALL LETTER I WITH RETROFLEX HOOK               | Lateinischer Kleinbuchstabe i mit Retroflexhaken                    |
| U+1D97 (7575) | ᶗ               | Kleinbuchstabe            | links nach rechts     | LATIN SMALL LETTER OPEN O WITH RETROFLEX HOOK          | Lateinischer Kleinbuchstabe offenes o mit Retroflexhaken            |
| U+1D98 (7576) | ᶘ               | Kleinbuchstabe            | links nach rechts     | LATIN SMALL LETTER ESH WITH RETROFLEX HOOK             | Lateinischer Kleinbuchstabe Esh mit Retroflexhaken                  |
| U+1D99 (7577) | ᶙ               | Kleinbuchstabe            | links nach rechts     | LATIN SMALL LETTER U WITH RETROFLEX HOOK               | Lateinischer Kleinbuchstabe u mit Retroflexhaken                    |
| U+1D9A (7578) | ᶚ               | Kleinbuchstabe            | links nach rechts     | LATIN SMALL LETTER EZH WITH RETROFLEX HOOK             | Lateinischer Kleinbuchstabe Ezh mit Retroflexhaken                  |
| U+1D9B (7579) | ᶛ               | modifizierender Buchstabe | links nach rechts     | MODIFIER LETTER SMALL TURNED ALPHA                     | Modifizierender Kleinbuchstabe umgedrehtes Alpha                    |
| U+1D9C (7580) | ᶜ               | modifizierender Buchstabe | links nach rechts     | MODIFIER LETTER SMALL C                                | Modifizierender Kleinbuchstabe c                                    |
| U+1D9D (7581) | ᶝ               | modifizierender Buchstabe | links nach rechts     | MODIFIER LETTER SMALL C WITH CURL                      | Modifizierender Kleinbuchstabe c mit Schleife                       |
| U+1D9E (7582) | ᶞ               | modifizierender Buchstabe | links nach rechts     | MODIFIER LETTER SMALL ETH                              | Modifizierender Kleinbuchstabe Eth                                  |
| U+1D9F (7583) | ᶟ               | modifizierender Buchstabe | links nach rechts     | MODIFIER LETTER SMALL REVERSED OPEN E                  | Modifizierender Kleinbuchstabe gewendetes offenes e                 |
| U+1DA0 (7584) | ᶠ               | modifizierender Buchstabe | links nach rechts     | MODIFIER LETTER SMALL F                                | Modifizierender Kleinbuchstabe f                                    |
| U+1DA1 (7585) | ᶡ               | modifizierender Buchstabe | links nach rechts     | MODIFIER LETTER SMALL DOTLESS J WITH STROKE            | Modifizierender Kleinbuchstabe punktloses j mit Querstrich          |
| U+1DA2 (7586) | ᶢ               | modifizierender Buchstabe | links nach rechts     | MODIFIER LETTER SMALL SCRIPT G                         | Modifizierender Kleinbuchstabe Schreibschrift-g                     |
| U+1DA3 (7587) | ᶣ               | modifizierender Buchstabe | links nach rechts     | MODIFIER LETTER SMALL TURNED H                         | Modifizierender Kleinbuchstabe umgedrehtes h                        |
| U+1DA4 (7588) | ᶤ               | modifizierender Buchstabe | links nach rechts     | MODIFIER LETTER SMALL I WITH STROKE                    | Modifizierender Kleinbuchstabe i mit Querstrich                     |
| U+1DA5 (7589) | ᶥ               | modifizierender Buchstabe | links nach rechts     | MODIFIER LETTER SMALL IOTA                             | Modifizierender Kleinbuchstabe Iota                                 |
| U+1DA6 (7590) | ᶦ               | modifizierender Buchstabe | links nach rechts     | MODIFIER LETTER SMALL CAPITAL I                        | Modifizierendes Kapitälchen I                                       |
| U+1DA7 (7591) | ᶧ               | modifizierender Buchstabe | links nach rechts     | MODIFIER LETTER SMALL CAPITAL I WITH STROKE            | Modifizierendes Kapitälchen I mit Querstrich                        |
| U+1DA8 (7592) | ᶨ               | modifizierender Buchstabe | links nach rechts     | MODIFIER LETTER SMALL J WITH CROSSED-TAIL              | Modifizierender Kleinbuchstabe j mit sich kreuzendem Schwanz        |
| U+1DA9 (7593) | ᶩ               | modifizierender Buchstabe | links nach rechts     | MODIFIER LETTER SMALL L WITH RETROFLEX HOOK            | Modifizierender Kleinbuchstabe l mit Retroflexhaken                 |
| U+1DAA (7594) | ᶪ               | modifizierender Buchstabe | links nach rechts     | MODIFIER LETTER SMALL L WITH PALATAL HOOK              | Modifizierender Kleinbuchstabe l mit Palatalhaken                   |
| U+1DAB (7595) | ᶫ               | modifizierender Buchstabe | links nach rechts     | MODIFIER LETTER SMALL CAPITAL L                        | Modifizierendes Kapitälchen L                                       |
| U+1DAC (7596) | ᶬ               | modifizierender Buchstabe | links nach rechts     | MODIFIER LETTER SMALL M WITH HOOK                      | Modifizierender Kleinbuchstabe m mit Haken                          |
| U+1DAD (7597) | ᶭ               | modifizierender Buchstabe | links nach rechts     | MODIFIER LETTER SMALL TURNED M WITH LONG LEG           | Modifizierender Kleinbuchstabe umgedrehtes m mit langem Bein        |
| U+1DAE (7598) | ᶮ               | modifizierender Buchstabe | links nach rechts     | MODIFIER LETTER SMALL N WITH LEFT HOOK                 | Modifizierender Kleinbuchstabe n mit linkem Haken                   |
| U+1DAF (7599) | ᶯ               | modifizierender Buchstabe | links nach rechts     | MODIFIER LETTER SMALL N WITH RETROFLEX HOOK            | Modifizierender Kleinbuchstabe n mit Retroflexhaken                 |
| U+1DB0 (7600) | ᶰ               | modifizierender Buchstabe | links nach rechts     | MODIFIER LETTER SMALL CAPITAL N                        | Modifizierendes Kapitälchen N                                       |
| U+1DB1 (7601) | ᶱ               | modifizierender Buchstabe | links nach rechts     | MODIFIER LETTER SMALL BARRED O                         | Modifizierender Kleinbuchstabe o mit Balken                         |
| U+1DB2 (7602) | ᶲ               | modifizierender Buchstabe | links nach rechts     | MODIFIER LETTER SMALL PHI                              | Modifizierender Kleinbuchstabe Phi                                  |
| U+1DB3 (7603) | ᶳ               | modifizierender Buchstabe | links nach rechts     | MODIFIER LETTER SMALL S WITH HOOK                      | Modifizierender Kleinbuchstabe S mit Haken                          |
| U+1DB4 (7604) | ᶴ               | modifizierender Buchstabe | links nach rechts     | MODIFIER LETTER SMALL ESH                              | Modifizierender Kleinbuchstabe Esh                                  |
| U+1DB5 (7605) | ᶵ               | modifizierender Buchstabe | links nach rechts     | MODIFIER LETTER SMALL T WITH PALATAL HOOK              | Modifizierender Kleinbuchstabe t mit Palatalhaken                   |
| U+1DB6 (7606) | ᶶ               | modifizierender Buchstabe | links nach rechts     | MODIFIER LETTER SMALL U BAR                            | Modifizierender Kleinbuchstabe U mit Querstrich                     |
| U+1DB7 (7607) | ᶷ               | modifizierender Buchstabe | links nach rechts     | MODIFIER LETTER SMALL UPSILON                          | Modifizierender Kleinbuchstabe griechisches Ypsilon                 |
| U+1DB8 (7608) | ᶸ               | modifizierender Buchstabe | links nach rechts     | MODIFIER LETTER SMALL CAPITAL U                        | Modifizierendes Kapitälchen U                                       |
| U+1DB9 (7609) | ᶹ               | modifizierender Buchstabe | links nach rechts     | MODIFIER LETTER SMALL V WITH HOOK                      | Modifizierender Kleinbuchstabe v mit Haken                          |
| U+1DBA (7610) | ᶺ               | modifizierender Buchstabe | links nach rechts     | MODIFIER LETTER SMALL TURNED V                         | Modifizierender Kleinbuchstabe umgedrehtes v                        |
| U+1DBB (7611) | ᶻ               | modifizierender Buchstabe | links nach rechts     | MODIFIER LETTER SMALL Z                                | Modifizierender Kleinbuchstabe z                                    |
| U+1DBC (7612) | ᶼ               | modifizierender Buchstabe | links nach rechts     | MODIFIER LETTER SMALL Z WITH RETROFLEX HOOK            | Modifizierender Kleinbuchstabe z mit Retroflexhaken                 |
| U+1DBD (7613) | ᶽ               | modifizierender Buchstabe | links nach rechts     | MODIFIER LETTER SMALL Z WITH CURL                      | Modifizierender Kleinbuchstabe z mit Schleife                       |
| U+1DBE (7614) | ᶾ               | modifizierender Buchstabe | links nach rechts     | MODIFIER LETTER SMALL EZH                              | Modifizierender Kleinbuchstabe Ezh (z mit Unterschlinge)            |
| U+1DBF (7615) | ᶿ               | modifizierender Buchstabe | links nach rechts     | MODIFIER LETTER SMALL THETA                            | Modifizierender Kleinbuchstabe Theta                                |